# Alchemilla achtarowii
Alchemilla achtarowii es una especie de planta del género Alchemilla, perteneciente a la familia Rosaceae.

## Taxonomía
Alchemilla achtarowii fue descrita por Pawl. en 1953.

## Distribución
Se encuentra en el territorio de Bulgaria.